# Jajinia jajinia
Jajinia jajinia is een hooiwagen uit de familie Zalmoxioidae.